# BS & Outsiderne
BS og Outsiderne er et TV2-program om en ekspedition gennem Namibia til Victoriavandfaldet i Zambia. Med B.S. Christiansen drog ti handicappede personer og ekspeditionens læge ud på ekspeditionen der både blev en ydre og en indre rejse.